# Abraham Robarts (Politiker)
Abraham Robarts (* 27. September 1745; † 26. November 1816) war ein britischer Politiker und Bankier.

## Leben
Abraham Robarts war der Sohn von Abraham Robarts und dessen Frau Elizabeth (geborene Wildey). 1781 war Robarts Direktor in der Royal Exchange Assurance. Von 1786 bis 1815 war er Direktor in der East India Company. Des Weiteren war Robarts ein erfolgreicher Bankier. Unter anderen war er 1792 einer der Gründungspartner der Londoner Bank Robarts, Curtis, Were, Hornyold and Berwick.
1784 kandidierte er erfolglos im Wahlkreis Wootton Bassett für einen Sitz im House of Commons. Von 1796 bis zu seinem Tod vertrat er schließlich den Wahlkreis Worcester im Unterhaus. Im Dezember 1816 übernahm George William Coventry, Viscount Deerhurst seinen vakanten Sitz im House of Commons.
Am 16. Juni 1774 heiratete er Sabine Tierney, die Schwester des Politikers George Tierney. Aus der Ehe gingen vier Söhne und fünf Töchter hervor. Drei seiner Söhne, Abraham, George und William Tierney Robarts, wurde später ebenfalls Abgeordnete im House of Commons. Seine Tochter Sabine war mit dem Politiker Charles Thellusson verheiratet.